# Kadina Glavica
Kadina Glavica je naselje u sastavu Grada Drniša, u Šibensko-kninskoj županiji. Nalazi se oko 7 kilometara istočno od Drniša, na istočnom dijelu Petrovog polja.

## Povijest
Kadina Glavica se od 1991. do 1995. godine nalazila pod srpskom okupacijom.

## Stanovništvo
Prema prvim rezultatima popisa stanovništva provedenog 2021. godine u mjestu živi 151 osoba.
| broj stanovnika | 392   | 790   | 327   | 344   | 383   | 399   | 358   | 428   | 485   | 483   | 503   | 485   | 417   | 510   | 255   | 215   | 150   |
|                 | 1857. | 1869. | 1880. | 1890. | 1900. | 1910. | 1921. | 1931. | 1948. | 1953. | 1961. | 1971. | 1981. | 1991. | 2001. | 2011. | 2021. |

## Znamenitosti
- crkva svetog Josipa, izgrađena 1964., a župa je osnovana 1969.

## Poznate osobe
- Mate Goreta - hrvatski narodni zastupnik rođen je u Kadinoj Glavici 1876. godine. Prvi je put izabran za zastupnika u beogradsku Narodnu skupštinu 1923. kao kandidat na listi Mate Drinkovića i Ante Trumbića. Na sljedećim izborima na kojima je i u sjevernu Dalmaciju došao HRSS Goreta je izabran za zastupnika kotara Drniš. Od 1925. do 1926. bio je načelnik općine Drniš. Za Drugog svjetskog rata bio je jedan od 60 narodnih zastupnika koji se se odazvali Pavelićevu pozivu i 1942. ušli u Hrvatski državni sabor.[5]

- Kod Kadine Glavice junački je poginuo Ban Nehorić, vođa uskoka u utvrdi Neorić (danas u Neoriću). Ban je s nekoliko vojnika krenuo po hranu na Petrovo polje da nahrani svoje vojnike u utvrdi koju su opsjedali Turci. Saznavši banove planove Turci su bana dočekali ovdje, kod Kadine Glavice, opkolili njega i pratnju. Bez ikakvog načina da se povuče prema svojoj utvrdi, stao je boriti se sa svojim vojnicima te je poginuo skupo prodajući svoju glavu.